# Eugenia Popa
Eugenia Popa (Bukarest, 1973. szeptember 10. –) világbajnoki ezüstérmes román tornász, edző.

## Életpályája
Eugenia Popa 1973-ban született Bukarestben. Édesapja ékszerész volt. Három lánytestvére is sportolt.
Popát Rodica Apateanu fedezte fel, az ő unszolására kezdett 1979-ben tornázni a bukaresti Dinamo Sportklubban, ahol Apateanun kívül Liviu Mazilu edzette. 1987-ben került Dévára a felnőtt válogatottba, ahol Adrian Goreac, Octavian Bellu, Leana Sima és Eliza Stoica voltak az edzői.
Legjobb eredményeit gerendán és felemás korláton érte el.
Példaképei Nadia Comăneci, Daniela Silivaș és Aurelia Dobre voltak.
Popa volt az 1990-ben megjelent Campiona (Csillag születik) című filmben a főszereplőt alakító Izabela Moldovan dublőre.

### Juniorként
Az 1988-as Junior Európa-bajnokságon Avignonban gerendán második helyen végzett Gabriela Potorac után, egyéni összetettben negyedik, felemás korláton hatodik helyezést ért el.

### Felnőttként

#### Országos eredmények
1988-as Román Bajnokságon Daniela Silivașt megelőzve lett felemás korláton országos bajnok.

#### Nemzetközi eredmények
1990-ben az Arthur Gander Memorialon egyéni összetettben ötödik helyezést ért el.
Románia kétoldalú találkozóin 1991-ben az Egyesült Államok-Románián Lavinia Miloșovici mögött a második, az Olaszország-Románián pedig hatodikon helyen végzett egyéni összetettben.
Románia Nemzetközi Bajnokságán 1991-ben felemás korláton nyerte el a bajnoki címet.
Felnőtt világbajnokságon kétszer indult. Először 1989-ben Stuttgartban, ahol ezüstérmes lett a csapattal (Daniela Silivaș, Gabriela Potorac, Cristina Bontaș, Aurelia Dobre, Lăcrămioara Filip), másodszor pedig 1991-ben Indianapolisban, ahol a bronzérmet sikerült megszereznie a csapattal (Lavinia Miloșovici, Cristina Bontaș, Maria Neculiță, Vanda Hădărean, Mirela Pașca).
Az 1992. évi nyári olimpiai játékokra Barcelonába csak tartalékként jutott ki.

### Visszavonulása után
Az 1992-es nyári olimpia után visszavonult. Ezt követően megkezdte tanulmányait a bukaresti Universitatea Ecologică Egyetemen, ugyanakkor edzőként is tevékenykedett a bukaresti Dinamo Sportklubnál, ahol maga is kezdte pályafutását. Tanulmányait megszakítva, 1995 októberében Észak-Írországba költözött, ahol a lisburni Salto Gymnastics Centre-ben lett edző. Tanítványa volt többek közt Holly Murdoch Észak-Írország legjobbnak tartott tornásza.
1999 decemberétől rövid ideig Kaliforniában, majd 2000-től Birminghamben a City of Birmingham Gymnastics Clubban volt edző, míg 2004-ben vissza nem tért Lisburnbe.
Férje Adrian Dickson üzletember, Ellie Anna lányuk 2005-ben született.

## Díjak, kitüntetések
1989-ben Kiváló Sportolói címmel tüntették ki.
A Román Torna Szövetség 1992-ben beválasztotta az év tíz legjobb női sportolója közé.